# Heliococcus dorsiporosus
Heliococcus dorsiporosus är en insektsart som beskrevs av Danzig 1971. Heliococcus dorsiporosus ingår i släktet Heliococcus och familjen ullsköldlöss. Inga underarter finns listade i Catalogue of Life.